# Lada (ime)
Lada je  žensko osebno ime.

## Izvor imena
Ime Lada je različica imena Ladislava.

## Pogostost imena
Po podatkih Statističnega urada Republike Slovenije je bilo na dan 31. decembra 2007 v Sloveniji število ženskih oseb z imenom Lada: 23.

## Osebni praznik
V koledarju je ime Lada skupaj z imenom Ladislava; god praznuje 4. maja ali pa 27. junija.